# Drosophila curvapex
Drosophila curvapex este o specie de muște din genul Drosophila, familia Drosophilidae, descrisă de Frota-pessoa în anul 1954. Conform Catalogue of Life specia Drosophila curvapex nu are subspecii cunoscute.